# Bactrocera trifasciata
Bactrocera trifasciata
 es una especie de insecto díptero que Hardy describió científicamente por primera vez en 1982. Esta especie pertenece al género Bactrocera de la familia Tephritidae. 